# لهستان در المپیک تابستانی ۱۹۳۶
لهستان در بازی‌های المپیک تابستانی ۱۹۳۶ که در شهر برلین آلمان نازی برگزار شد، کاروان لهستان با ۱۴۳ ورزشکار در این رقابت‌ها شرکت کرد و موفق به کسب ۶ مدال (۰ طلا، ۳ نقره، ۳ برنز) شد. در جدول رتبه‌بندی توزیع مدال‌ها، لهستان در ردهٔ ۲۲ مسابقات قرار گرفت.